# 범독일주의

제1차 세계대전 이후 독일어권 화자가 분포하고 있는 영토들을 한데 모아놓은 모습. 바이마르 공화국, 독일계 오스트리아 공화국, 스위스, 주데텐란트, 룩셈부르크. 동벨기에, 리히텐슈타인, 알자스-로렌 등이 있다.

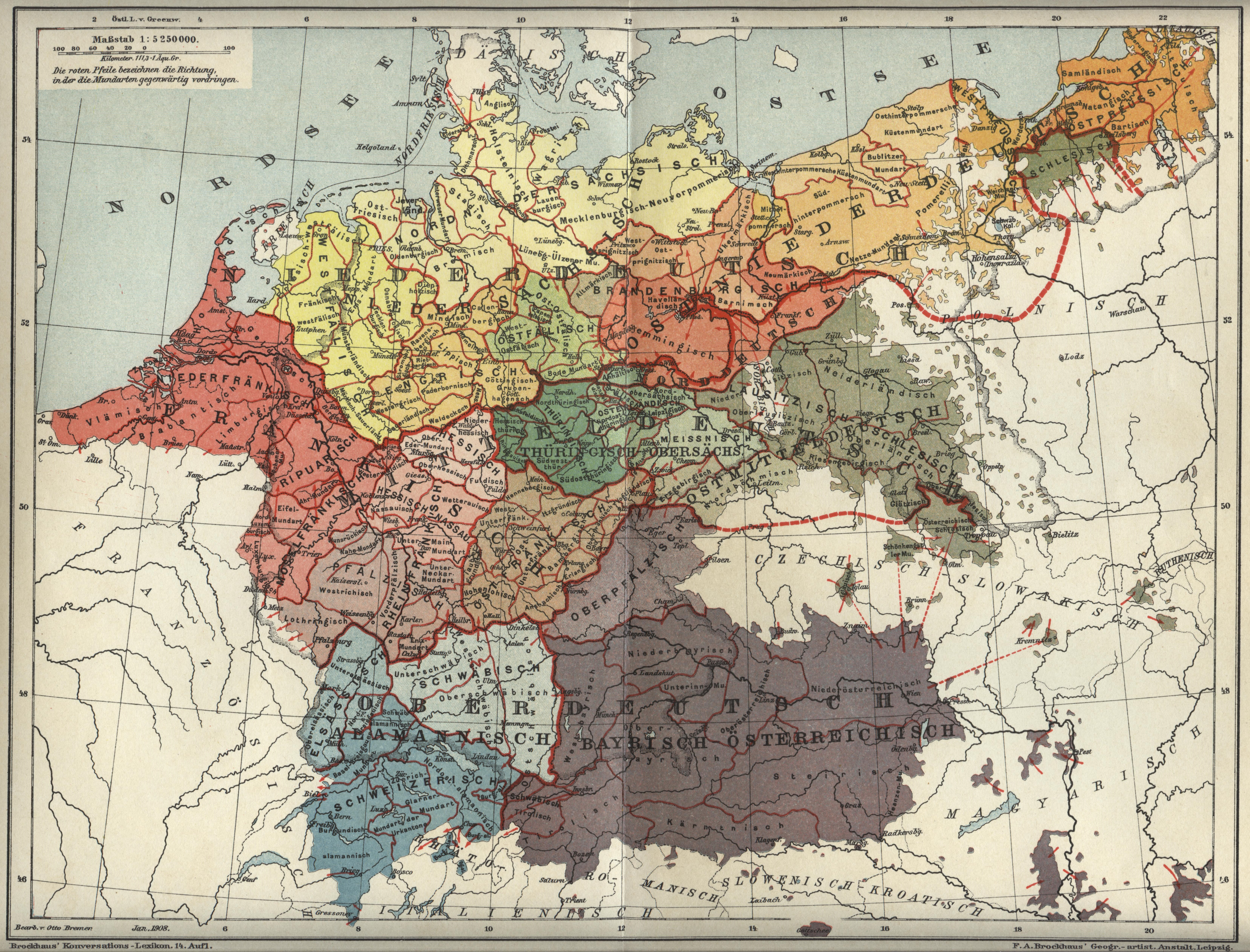
1908년 당시 독일어&독일어권 방언을 사용하는 화자들의 분포도

범독일주의 또는 범게르만주의(독일어: Pangermanismus/Alldeutsche Bewegung, 영어: Pan-Germanism, 중국어: 汎獨逸主義)는 모든 독일민족과 이들이 사는 땅을 하나의 민족국가 하에 통합하고자 하는 정치적 사상이다. 대독일주의(독일어: Großdeutsche Lösung 그로스도이체 뢰중[*])라고도 하며, 프로이센 왕국이 제창한 '소독일주의(독일어: Kleindeutsche Lösung 클라인도이체 뢰중[*])'와 반대되는 개념으로 대체적으로는 합스부르크 오스트리아(1867년부터는 오스트리아-헝가리 이중제국)이 주장한 정치 사상이었다.
이것은 1871년 독일 제국이 선포되기 전까지 독일어권 국가들의 정치에서 큰 영향력을 발휘했으며, 그 잔재는 심지어 20세기 전반까지도 남아있었다. 적어도 19세기 후반부터 많은 독일 출신의 사상가들이 범독일연맹에 소속되어 민족중심적이고 인종차별적인 이데올로기를 가지게 됨으로써 범독일주의가 생겨났으며, 궁극적으로는 1938년 나치 독일의 아돌프 히틀러가 추진한 '하임 인스 라이히(독일어: Heim ins Reich, 제국의 고향)'와 오스트리아 병합을 통해 부분적으로나마 이루어졌다. 하지만, 분명하게 범독일주의 및 기타 관련 이념들은 2차 세계 대전 발발의 주요 요인이 되었다. 오늘날 범독일주의는 주로 독일과 오스트리아의 극우파들을 중심으로 소수의 민족주의 단체들에게만 나타나고 있다.

## 어원
'판(영어: Pan, 중국어: 汎 넓을 범[*])'이라는 단어는 "모든, 전체, 전부, 아우르는, 모든 것을 포함하는"이라는 뜻을 가진 고대 그리스어 단어이다. 이 맥락에서 '게르만'이라는 명칭은 원래 율리우스 카이사르가 갈리아 북동부의 부족들, 또는 이들이 사는 지역을 가르켰던 라틴어 '게르마니(Germani)'에서 유래했으며 중세 후기에는 현대 독일어의 조상 방언을 사용하는 게르만어 화자를 지칭하는, 다소 느슨한 의미를 갖게 되었다. 영어로 '범게르만/범독일(Pan-German)'이라는 명칭은 1892년에 처음 사용되었다.
독일어에서는 '범게르만주의'라는 표제 아래 다소 다양한 개념들을 포함시킬 수 있지만, 그 의미에는 조금이나 아니면 상당한 차이가 있는 경우가 대부분이다. 일례로, '범독일'이라고 번역될 수 있는 '전 독일의(독일어: alldeutsch 알도이치[*])'나 '독일 전체의(독일어: gesamtdeutsch 게삼트도이치[*])'와 같은 형용사는 일반적으로 모든 독일어 화자가 있는 국가들을 하나로 통일하려는 움직임을 의미하지만, 반면에 '범게르만주의'는 독일어를 사용하는 모든 화자들을 통합하려는 움직임을 의미한다.

## 유래 (1860년 이전)
Wenn es stets zu Schutz und Trutze brüderlich zusammenhält / von der Maas bis an die Memel, von der Etsch bis an den Belt!
(독일이) 방어와 공격의 정신으로 형제처럼 서로 함께 단결하면 / 마스에서 메멜까지, 에치에서 벨트까지!— 《독일의 노래》中

독일인의 조국은 무엇인가?... 프로이센인가? 슈바벤인가? 바이에른인가? 슈타이어마르크인가? 포메른인가? 베스트팔렌인가? 스위스인가? 티롤인가? 그래, 오스트리아인가?... 독일어가 울려퍼지고 천상의 신을 노래하는 곳이라네!— 독일인의 조국은 무엇인가? 中

중앙유럽의 프로이센 왕국(파란색)과 오스트리아 제국(노란색)과 독일의 여러 독립국(회색)의 1820년 국경을 나타낸 지도. 빨간색 선은 독일 연방의 국경을 나타내며, 지도에서는 프로이센과 오스트리아 모두 독일 연방에 속하지 않는 영토를 지배하고 있다.

종교개혁으로 인해 발발한 30년 전쟁과 베스트팔렌 조약 체결 이후, 신성로마제국 내 수많은 영방국가들이 사실상 독립해버리면서 그곳에 있던 주민들은 명칭만 '독일인'이지 실제로는 같은 민족이라는 유대감과 동질성은 희미했을 뿐만 아니라 여러 국가들 사이에 분열되어 있었는데, 이러한 상태에서 나폴레옹이 신성로마제국의 황제를 겸하던 합스부르크 가문을 수차례 패배시키고 스스로를 '프랑스인의 황제'라고 칭한것은 신성로마황제의 권위에 막대한 타격을 주었다. 같은 해 프란츠 2세는 신성 로마 황제임과 동시에 프랑스와 오스트리아의 동등성을 유지하고 신성 로마 황제가 두 직위를 능가하는 직위라는 것을 보여주기 위해 스스로를 '오스트리아의 황제'로 선언했다. 하지만 1805년 12월 오스트리아가 아우스터리츠 전투에서 프랑스에게 패배한 뒤 1806년 7월에 제국 내의 많은 독일 선제후들이 제국을 이탈하여 프랑스의 위성 국가인 라인 동맹을 형성하였고, 이는 사실상 신성 로마 제국의 해체를 의미하였다. 1806년 8월 프란츠 2세는 나폴레옹이 스스로를 신성 로마 황제로 선언하는 것을 막기 위해 퇴위했다. 그뒤 나폴레옹이 패배하고 빈 체제가 성립되는 과정에서 국민낭만주의가 탄생하면서 범독일주의가 시작되었는데, 그 창시자는 프리드리히 루트비히 얀과 에른스트 모리츠 아른트였다.
범독일주의 지지자들은 오스트리아 제국의 영향력 아래에서 유럽 내의 모든 독일어권 화자들을 통합하고자 했다. 범독일주의는 1848년 혁명 당시 지식인과 혁명가들 사이에서 널리 퍼져 있었으며, 그중에는 리하르트 바그너와 그림 형제도 있었다. 프리드리히 리스트나 폴 안톤 라가르드와 같은 인물들은 서기 9세기 초에 시작된 동방식민운동으로 새롭게 개척되었던 중부~동부 유럽 영토, 특히 슬라브인들이 거주했던 몇몇 지역이나 발트해 연안을 두고 '독일의 영토'라고 주장했다. 범독일주의자들에게 이 운동은 독일인들이 동쪽으로 이동하여 그것의 소수 민족들과 재결합함으로써 자연스럽게 레벤스라움을 형성한 드랑 나흐 오스텐이었다.
1848년의 제1차 슐레스비히 전쟁을 떠올리면서, 카를 마르크스는 1853년에 "둘 모두 같은 위대한 민족에 속하는 독일과 스칸디나비아인들이 서로 싸우는 대신, 세습적인 슬라브족을 위한 길만 준비한다"고 말한 바 있다.

## 진정한 독일이란
정치지리학적으로, '독일'이라는 명칭을 사용할 만할 적절한 지역이 없다. 독일인들은 매우 많은 왕국, 대공국, 공작령과 대공국에 거주하며, 각각의 국가들은 모든 기관을 갖춘 독립적인 주권자에 의해 개별적으로 통치된다. 그러나 민족적 감정과 독일인들을 하나의 공통의 수장에 의해 국가 단위로 통치되는 하나의 위대한 국가로 통합하려는 자연스러운 암류(undercurrent)가 있다.— The New York Times, 1866년 7월 1일

Nicht auf Preußens Liberalismus sieht Deutschland, sondern auf seine Macht; [...] Preußen muß seine Kraft zusammenfassen und zusammenhalten auf den günstigen Augenblick, der schon einige Male verpaßt ist; Preußens Grenzen nach den Wiener Verträgen sind zu einem gesunden Staatsleben nicht günstig; nicht durch Reden oder Majoritätsbeschlüsse werden die großen Fragen der Zeit entschieden – das ist der große Fehler von 1848 und 1849 gewesen – sondern durch Eisen und blut.
독일에서의 프로이센의 지위는 프로이센의 자유주의가 아닌 프로이센의 권력에 의해 결정될 것이오 [...] 프로이센은 유리한 순간을 위해 그 힘을 집중하고 또 유지해야 하며, 그 유리한 순간은 이미 수 차례에 걸쳐 왔다가 가버리기를 반복했소. 빈 조약 이래 우리는 우리의 건강한 정치적 통일체에 걸맞지 않는 형편없는 국경을 가지고 있소. 작금의 거대한 문제 앞에 이루어져야 할 결단은, 1848년과 1849년에 이미 범하였던 거대한 실수인 연설과 다수결이 아니라 철과 피로써 이루어져야 할 것이외다.— 오토 폰 비스마르크, 1862년 철혈 연설 中

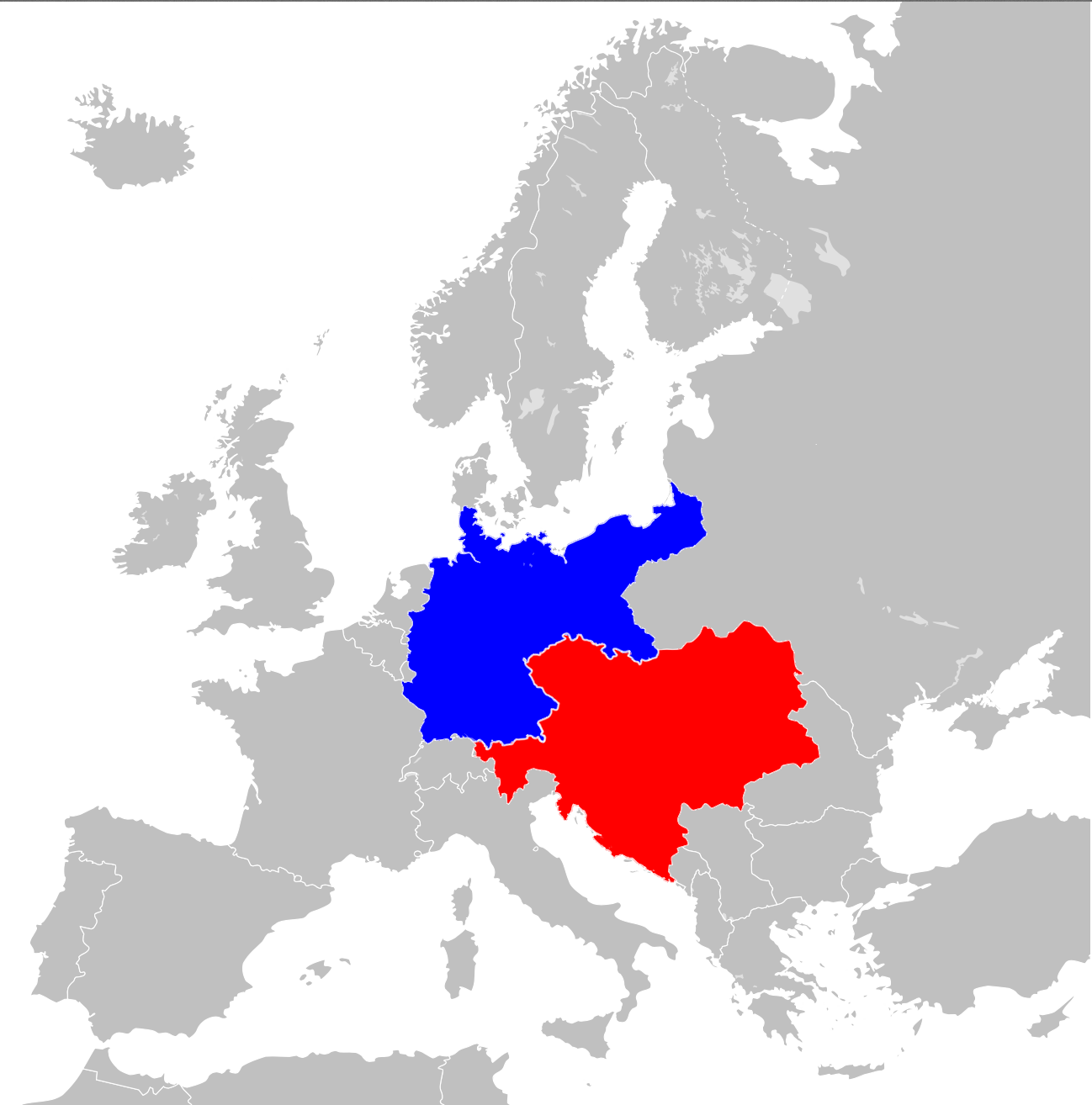
독오동맹 이후인 1914년 당시의 독일 제국(파란색)과 오스트리아-헝가리 제국(빨간색)

1860년대에 이르러 프로이센 왕국과 오스트리아 제국은 독일어권 국가들 가운데 가장 강력한 두 국가가 되었다. 양측 모두 자신들의 영향력과 영토를 더욱 확장하고자 했는데, 일례로 다민족 국가였던 오스트리아 제국이 헝가리인들의 민족주의가 성장하자 이들과 대타협을 이루어 오스트리아-헝가리 이중제국을 형성한 것은 제국 내에서 오스트리아의 영향력을 더욱 확대하려는 의도였다. 한편 프로이센 왕국은 철혈재상 오토 폰 비스마르크의 강력한 정책 아래 독일 북부의 모든 국가들을 통합하고 1866년 북독일연방을 창설했으며, 5년 뒤인 1871년에는 빌헬름 1세가 스스로를 독일어권 국가들의 수장ㅡ'카이저(독일어: Kaiser)'를 칭하면서 독일 제국을 출범시켰다. 그러나, 이는 필연적으로 독일 영내에 있던 자결권을 요구하는 수백만명의 타민족 인구의 의사를 완전히 무시한 채로 일어난 사건이었다.
비록 비스마르크가 1871년에 완전한 독일어권의 통일을 이루어내지는 못했지만, 그럼에도 불구하고 독일과 오스트리아를 통합하는 것은 많은 게르만인들에게 언젠가의 목표로서 강력하게 남아있었다. 오스트리아의 가장 급진적인 범독일주의자였던 게오르크 쇠너러(1842~1921)와 칼 헤르만 울프(1862~1941)는 오스트리아-헝가리 제국의 범독일주의를 대표하는 주요 인물들이었다. 한편 독일어권 화자들이 루터교회, 혹은 구 가톨릭에게서 멀어져야 한다는 '로마에서 멀리!' 운동과 함께 로마 가톨릭에 대한 거부도 있었다. 범독일주의 운동은 1891년 라이프치히 대학교의 교수이자 제국주의자였던 에른스트 하세가 제국주의, 반유대주의, 그리고 타 국가들의 독일 소수민족에 대한 지원을 장려하는 초국가주의 정치적 이해관계 단체인 범독일연맹을 조직하면서 제도적인 형식을 갖추게 되었다.
이 단체는 교육받은 중산층과 상류층 사이에서 큰 지지를 얻었으며, 특히 독일 제국의 바깥에 있던 소수민족 독일인들 사이에서 독일 민족주의 의식을 고취했다. 하세는 3권으로 구성된 그의 저서 『독일의 정치(독일어: Deutsche Politik, 1905~1907)』에서, 유럽에서의 독일 제국의 적극적인 팽창을 촉구했다. 같은 시기에 뮌헨의 카를 하우스호퍼, 에발트 반세, 한스 그림 역시 비슷한 팽창주의 정책을 주장했다.
독일 제국이 제1차 세계대전에 참전했을 때, 테오발트 폰 베트만홀베크 총리는 9월 계획을 승인하여 독일 제국이 범독일주의자들이 요구한 것과 비슷한 영토 합병을 모색할 것을 제안했다. 서독의 역사학자 프리츠 피셔는 1962년 그의 논문 《독일의 1차 세계대전에서의 목표(독일어: Griff nach der Weltmacht: Die Kriegzielpolitik des kaiserlichen Deutschland 1914–1918)》에서 범독일주의와 기타 다른 요소들이 독일이 제1차 세계대전에 참전하게 된 원인 중 하나라고 주장했지만, 다른 역사학자들은 이에 대해 의문을 제기했다. 알프레드 폰 티르피츠 해군 장관이 무제한 잠수함 작전 입안에 대한 베트만홀베크 총리의 압력으로 내각에서 사임한 이후, 티르피츠는 독일 조국당 산하의 범독일 민족주의자들을 통합하여 국가의회(라이히스탁)을 조직했다.

## 오스트리아의 범독일주의
1848년, 합스부르크 오스트리아 지역에서 자유주의-민족주의 혁명가들이 대독일주의 해결책을 부르짖은 혁명 이후 프로이센-오스트리아 전쟁(1866년)에서 오스트리아가 패배하면서 최종적으로 소독일주의가 승리를 거두었으며, 독일 제국에 오스트리아는 제외되었을 뿐만 아니라 설상가상으로 다민족 합스부르크 군주제 내부에서는 민족 분쟁이 증가하기 시작했다. 오스트리아에서 발전한 오스트리아계 반유대주의자인 게오르크 리퍼 폰 쇠너러가 이끄는 범독일연맹과 같은 단체들은 합스부르크 군주제 통치 하의 모든 독일어권 국가들의 영토를 독일 제국에 병합할 것을 요구했으며, 오스트리아 민족주의 및 범오스트리아적 정체성을 강력하게 거부했다. 쇠너러의 민족운동과 인종차별적인 독일 중심의 민족주의는 나중에 아돌프 히틀러의 나치즘 형성에 적지 않은 영향을 주었다.
1933년, 오스트리아 나치당과 민족 자유주의 대독일인민당은 행동 단체를 결성하여 오스트리아의 고유한 국가 정체성을 강요하고 그에 따라 오스트리아인이 '더 나은 게르만인'이라고 언급한 오스트리아 연방국의 조국전선에 맞서 함께 싸웠다. 엥겔베르트 돌푸스 사후 집권한 쿠르트 슈슈니크는 나치 독일에 대한 유화 정책을 시도했지만, 이것은 곧 대단한 착각임이 드러났으며 오스트리아를 독립 국가로 만드는 데에는 실패했다. 1938년, 국민투표를 통해 오스트리아가 공식적으로 병합됨에 따라 오스트리아의 독일 민족주의자들의 역사적인 목표가 달성되었다.
나치 독일이 패망하고 1945년 제2차 세계대전이 막을 내린 이후, 범독일주의와 독일-오스트리아 통일은 나치와의 연관성으로 인해 극구 부정되었으며 이는 오늘날까지도 이어져 내려오고 있다. 또한 이로 인해 오스트리아인들은 독일인과는 구별되는 그들만의 정체성을 형성할 수 있게 되었다. 그럼에도 불구하고 이러한 이념은 오스트리아 자유당 등 일부 정당에서 아직까지도 남아있다.

## 스칸디나비아의 '범게르만주의'
북게르만어를 사용한 스칸디나비아를 범독일주의보다 더 광대한 개념인 범게르만주의에 포함시키려는 주장은 주류 범독일주의 사상과 함께 추진되었다. 야코프 그림은 뭉크의 반덴마크 범게르만주의를 받아들여서 덴마크인들이 도착하기 이전 유틀란트 반도 전역에 게르만족이 먼저 거주하고 있었기 때문에, 그 지역은 독일의 정당한 영토인 반면에 나머지 지역은 스웨덴에게 넘겨주어야 한다고 주장했다. 덴마크 영토에 있던 초기 주민들의 언어를 알 수 없지만, 이러한 주장을 부정하는 다네비르케 유적지를 발굴한 고고학자 얀스 야코프 아스무센 워사에는 이에 반박했다. 그는 또한 독일이 프랑스와 영국의 대부분 지역에 대해 더 확고한 '역사적 영유권'을 가지고 있지만, 그렇게 따지자면 슬라브족 역시 동프로이센을 포함하여 독일 영토의 동부를 합병할 권리가 있다고 지적했다. 워사에의 주장과는 상관없이, 범독일주의는 슐레스비히와 홀슈타인의 독일인들에게 열렬한 환영을 받았으며 결국에는 1848년 제1차 슐레스비히 전쟁으로 이어졌다. 이를 보면 범게르만주의는 덴마크에서는 다른 스칸디나비아 국가들에서보다 덜 유행한 듯 하다. 노르웨이 독립 운동가들 사이에서는 이미 범게르만주의적인 경향이 널리 퍼져 있었는데, 그중에서도 저명한 인물로는 페테르 안드레아스 뭉크, 크리스토퍼 브룬, 크누트 함순, 헨리크 입센, 비에른스티에르네 비에른손 등이 있었다.. 특히 노르웨이 국가의 가사를 쓴 비에른손은 1901년에 다음과 같이 선언했다.

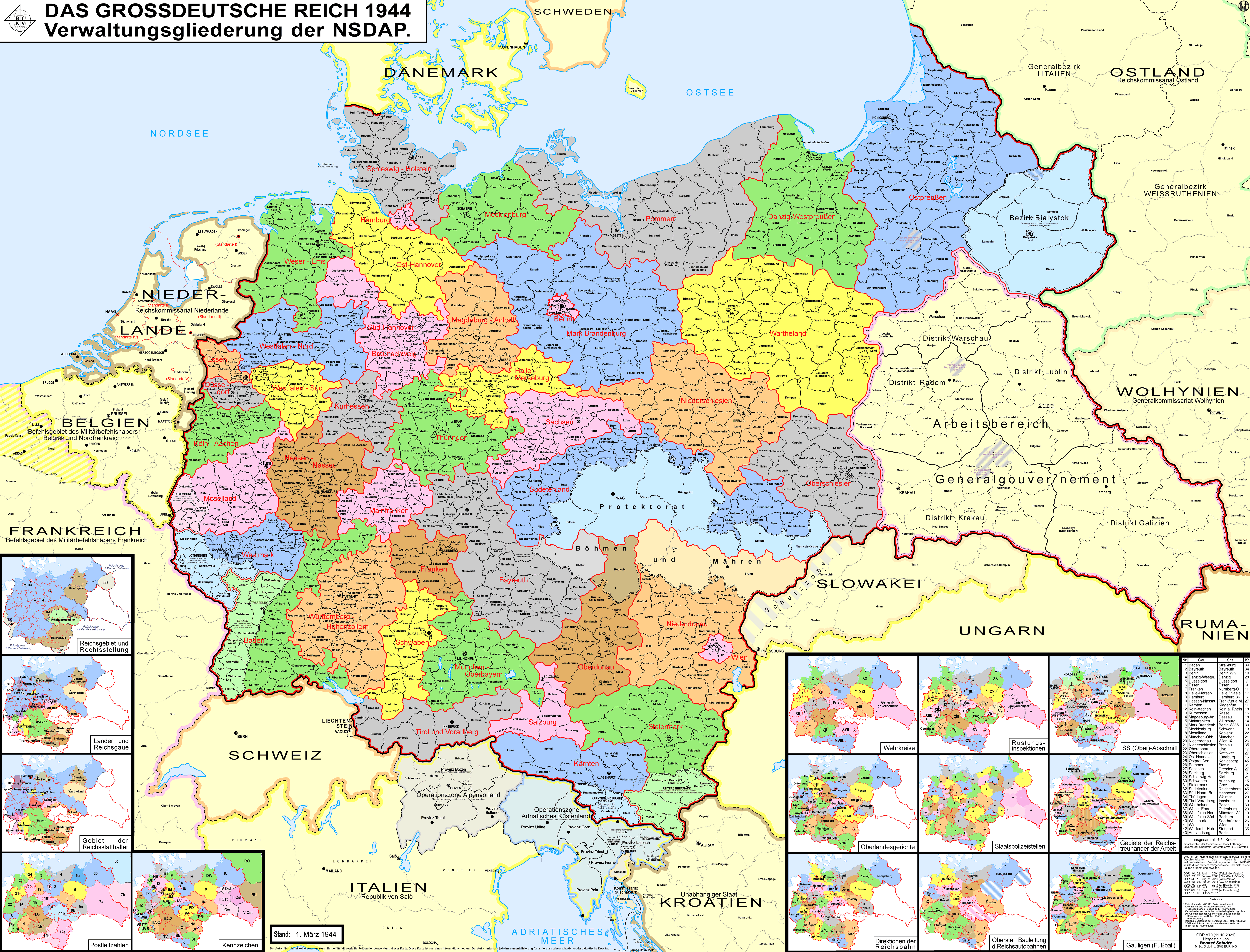
오스트리아와 주데텐란트를 포함한 나치 독일의 행정 구역

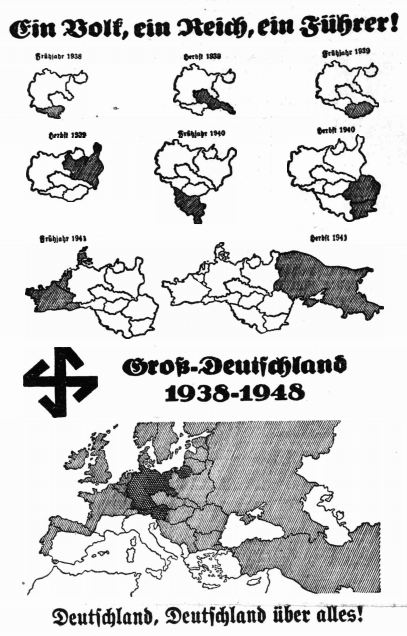
안슐루스 이후 나치 독일의 팽창 우려 가능성을 나타낸 지도. 1938년 10월 29일 영국의 사회주의 신문 데일리 워커(Daily Worker)에 기재됨.

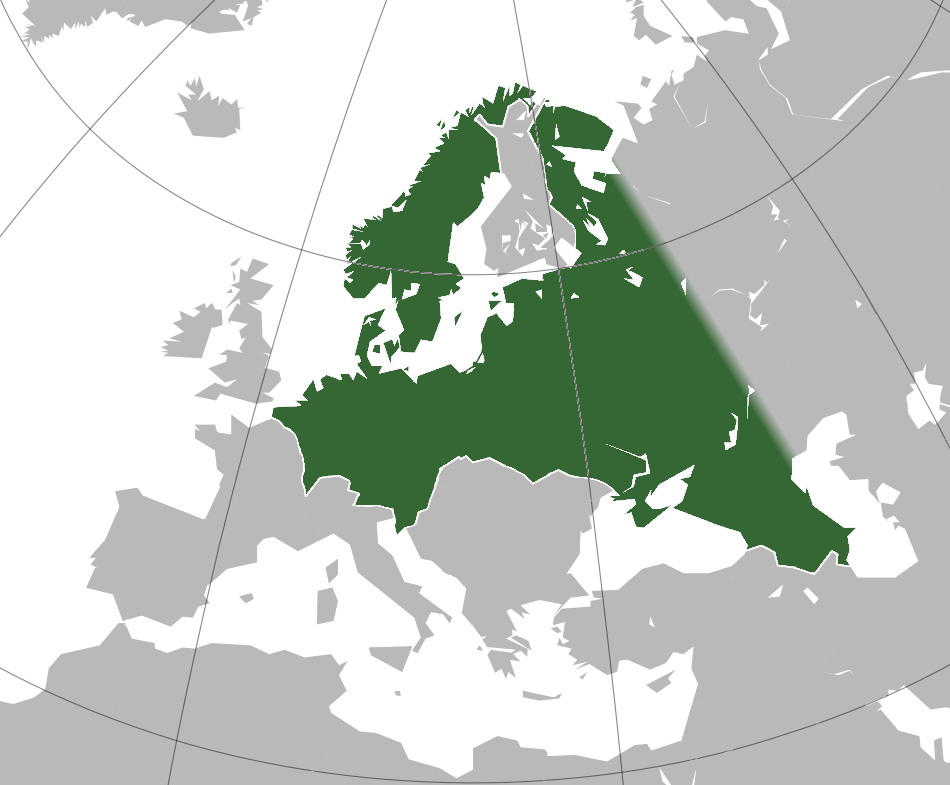
게네랄플란 오스트의 궁극적인 목표였던 대독일국(Großgermanisches Reich)의 영토. 만약 나치 독일이 동부 전선에서 승리했다면 훨씬 초과달성될 상황이었다.

저는 범게르만주의자이고 튜턴주의자이며, 제 인생의 가장 큰 꿈은 남게르만 민족과 북게르만 민족 그리고 디아스포라를 겪은 모든 형제들이 함께 연합하는 것입니다.

 20세기, 아돌프 히틀러 치하에서 나치 독일은 덴마크, 네덜란드, 스웨덴, 노르웨이, 플람스인 등의 민족들을 포함하여 독일의 새로운 지도 아래 유럽의 게르만족 대부분을 포함한 대독일국을 만들려 했다. 하지만 나치 독일의 범게르만족 야망에 대응하여 1930년대와 1940년대에 덴마크에서 반독일 스칸디나비아주의가 급성장했다.

## 1918년부터 1945년까지

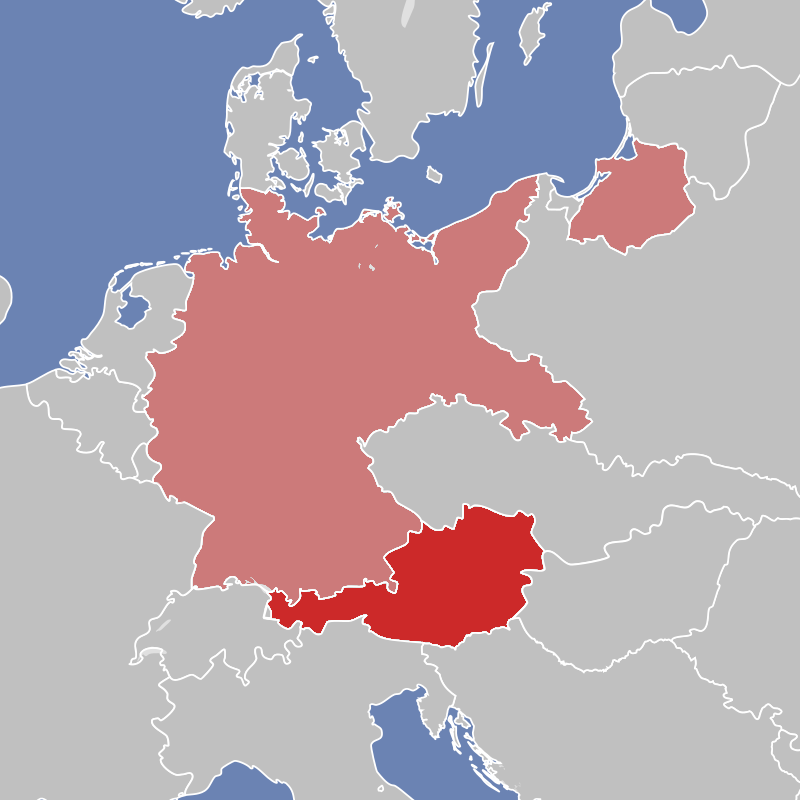
제1차 세계대전 이후 독일어권 국가들의 영역.
바이마르 공화국 (독일)
오스트리아 공화국 (오스트리아)

제1차 세계대전은 범독일주의를 실제로 실행하려는 최초의 시도가 되었고, 범독일주의자들은 이 시기에 팽창주의와 제국주의를 강력하게 주장했다.
세계대전에서의 패전 이후, 독일어를 구사하는 엘리트들이 중앙 유럽 및 동유럽에 미치는 영향력은 크게 감소하였다. 베르사유 조약으로 인해 독일은 대부분의 영토를 상실하였는데, 그중에는 독일계 인구가 많았던 단치히나 오이펜-말메디, 알자스-로렌 등도 있었다. 한편 오스트리아-헝가리 이중제국 또한 트리아농 조약으로 인해 해체되었을 뿐만 아니라 그 영토가 유고슬라비아, 이탈리아, 헝가리, 루마니아, 폴란드에게 각각 할양되었으며, 독일어권 인구가 대다수이던 잔존 영토는 '독일계 오스트리아'(독일어: Deutschösterreich 도이체외스터라이히[*])'라는 이름으로 구분되었다. 나중에 독일계 오스트리아는 승전국들과 생제르맹 조약을 추가로 맺었는데, 이에 따라 국호는 '오스트리아(독일어: österreich 외스터라이히[*])'로 변경되었으며 독일과의 통합 역시 금지되었다.
오스트리아 출신의 아돌프 히틀러가 배후중상설을 근거로 자신의 저서 『나의 투쟁』에서 독일 민족주의 사상을 처음 도입한 시기는 독일에 바이마르 공화국이 들어선 때였다. 히틀러는 1918년 하인리히 클래스를 만났고, 클래스는 1923년 히틀러가 뮌헨 폭동(맥주홀 폭동)을 일으킬 때 이를 지원했다. 히틀러와 그의 지지자들은 범독일연맹과 기본적인 범독일주의 이념들을 대부분 공유했지만, 정치 스타일의 차이로 인해 두 그룹은 갈라서게 되었다. 보헤미아 독일 노동자당은 범독일연맹의 지도부가 너무 상류계급이라 자신들과 잘 맞지 않는다고 여겨 이들과의 관계를 끊었고, 그 대신에 1921년 안톤 드렉슬러가 창당한 독일 노동자당(나치당의 전신)과 힘을 합쳤다.
나치의 선전은 또한 정치적 슬로건인 '하나의 민족, 하나의 국가, 하나의 지도자(독일어: Ein Volk, ein Reich, ein Führer 아인 볼크, 아인 라이히, 아인 퓌러[*])'를 사용하여 오스트리아에서 독일과의 통합 정서가 강해지고 범독일주의가 만연하도록 의도했다.
나치 독일은 스스로를 '제3제국(독일어: Drittes Reich 드리테스 라이히[*])'라고 칭했는데, 이는 독일 역사에서 최초의 제국으로 알려졌던 중세의 신성로마제국(독일어: Erstes Reich 에라스테스 라이히[*], 제1제국)과 이전 근대의 독일 제국(독일어: Zweite Reich 츠바이테스 라이히[*], 제2제국)을 의식하여 의도적으로 지칭한 것이다. 나치 정권은 중세 제국의 유산들 중 여러 부분을 대체로 찬양했지만, 때로는 이것을 비판하거나 별것 아닌걸로 치부하기도 했다. 일례로, 히틀러는 프랑크 왕국의 카롤루스 대제가 '문화적인 창의성', '뛰어난 조직화 능력'과 더불어 '시민 자유를 포기'한 점을 높이 평가했다. 그러나 그는 신성로마제국의 황제들이 정치적으로는 남부에만 집중하고 자신과 유사한 동방정책은 추구하지 않았다고 비판했다. 오스트리아 병합 이후, 히틀러는 빈에 있던 옛 오스트리아 황실 보석(제국 왕관, 제국의 검, 성창 및 기타 등등)들을 뉘른베르크로 이전하여 보관하도록 명령했다. 뉘른베르크는 신성 로마 제국의 비공식적인 수도였을 뿐만 아니라 나치 정권 치하에서 뉘른베르크 전당대회가 열리던 곳이기도 했는데, 신성로마황제를 상징하는 물품들을 이곳으로 이전한다는 것은 나치 독일을 '구 제국의 후계자'로 정당화함과 동시에 옛 오스트리아 제국의 잔재였던 빈의 위상을 약화시키기 위한 히틀러의 술책이었다.

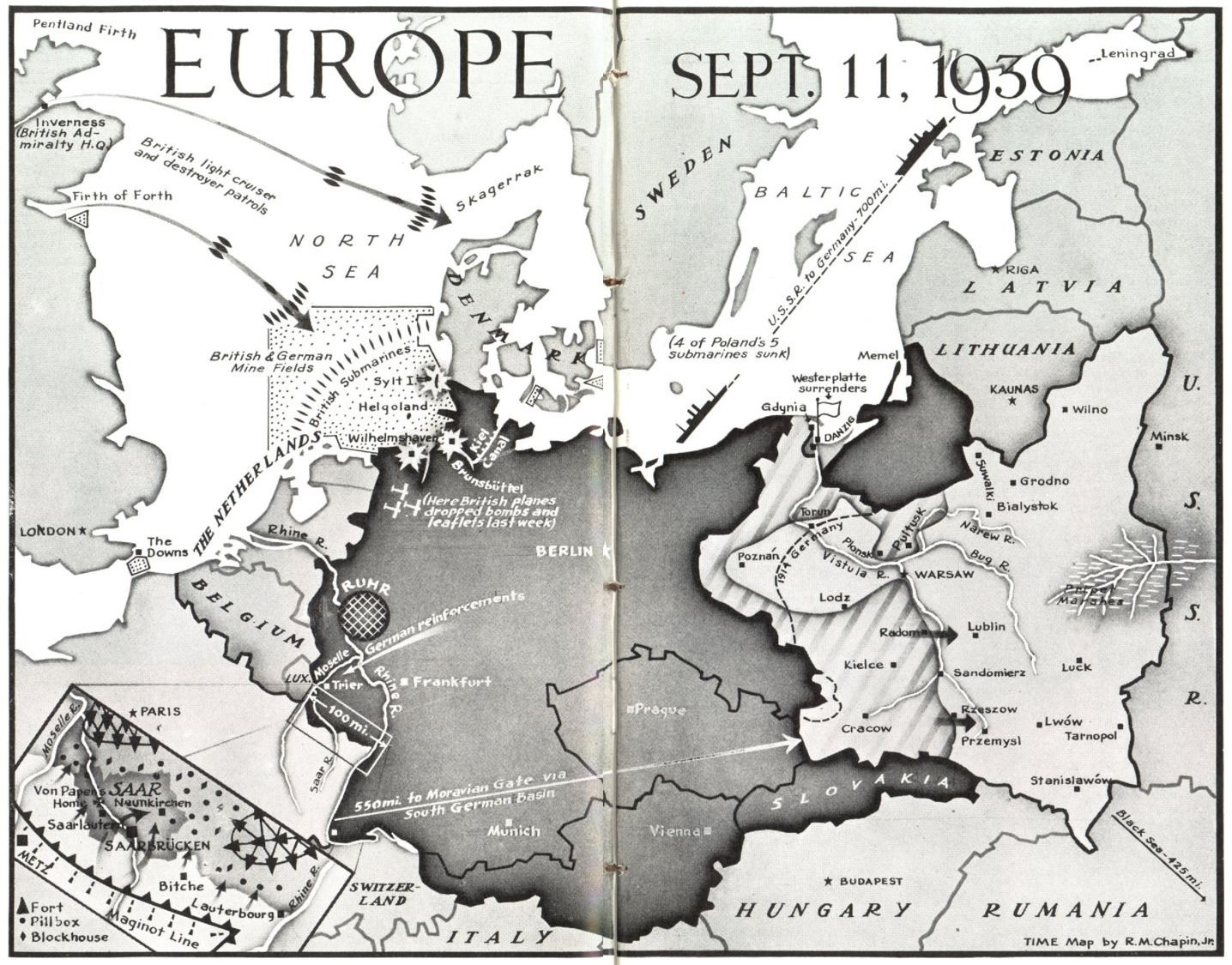
1939년 중반 나치 독일의 영토. 이탈리아와 프랑스 남부, 저지대를 제외한 신성로마제국 강역의 대부분을 차지한 것이 보인다.

1939년 독일이 체코슬로바키아를 합병한 이후 히틀러는 공식적으로 신성로마제국이 '부활'했다고 선언했지만, 실제로는 자신의 제국을 옛 '로마 제국'보다 더 나은 국가라고 여겼다. '불편한 다민족 연합체 가톨릭 제국이었던 바르바로사의 신성로마제국'과 달리, 나치 정권의 독일은 '인종차별적이고 민족중심적인 제국'이었다. 신성로마제국 시대에 대한 일부분의 폄하와 함께, 중세의 가치로 돌아가는 것이 아닌 '과거의 최고의 측면과 지금의 인종차별 및 민족주의적 사고가 결합된 새로운 황금기를 향한 진보'가 이루어졌다.
신성로마제국의 역사적인 국경은 또한 나치 독일에 의해 영토 수정주의의 근거로써 사용되어, 한때나마 게르만족이 그 지역을 점유했다면 히틀러는 현대의 영토와 국가에 대한 권리를 주장하면서 팽창정책을 펄쳤다. 제2차 세계대전이 발발하기 전에도 히틀러는 신성로마제국 내의 각 영방국가들에게 거의 완전한 자치권을 부여했던 베스트팔렌 조약을 없애버릴 꿈을 꾸고 있었다. 1939년 11월 17일, 독일 선전부 장관 요제프 괴벨스는 자신의 일기에서 이 역사적인 조약의 '완전 폐지'가 나치 정권의 '큰 목표'이며, 이 조약이 뮌스터에서 체결되었으므로 폐지되는 것 역시 같은 장소에서 이루어져야만 할 것이라고 기록했다.
'하임 인스 라이히(독일어: Heim ins Reich, 제국의 고향)' 모토는 나치 독일 시대 타지역(오스트리아, 주데텐란트 등)에 거주하던 독일인들에게 이 지역을 대독일의 영역이자 그들의 고향이라고 선전한 것으로, 나치 정권의 궁극적인 목표였던 '레벤스라움의 달성과 대게르만국의 설립'을 위한 구상이었다. 이 범독일주의를 기반으로 한 대제국은 유럽 내의 독일어권 화자가 분포하는 지역은 어디던지간에 모조리 합병할 계획을 가지고 있었으며, 영토적으로는 최소한 1939년 당시의 제국 영토(독일 본토, 오스트리아, 체코)와 스위스, 리히텐슈타인 등의 독일어권 지역을 넘어 네덜란드, 벨기에, 프랑스 북동부, 덴마크, 노르웨이, 스웨덴, 아이슬란드 등을 차지하려 했다. 개중에서도 눈에 띄는 부분은 앵글로색슨계였던 영국이었는데, 나치 독일은 영국을 속주로 전락시키는 것이 아니라 독일의 장기적인 해양 파트너가 되어야 할 것이라고 보았다.
우크라이나와 러시아, 발트 지역과 같은 광활한 동부에 설치된 '국가판무관부(독일어: Reichskommissariat 라이히코미사리아트[*])' 역시 향후 이 지역을 안정적으로 통합하기 위한 사전 작업이었으며, 볼가강이나 우랄강 너머까지 확장할 계획도 있었다. 나치 독일의 핵심 이념은 '독일인과 독일 국가의 생존을 위해서는 새로운 생활권(레벤스라움)이 있어야 한다'였기 때문에, 이것은 독일의 운명이 달린 중요한 관심사가 되었으며, 이를 찾아서 나치는 식민지화할 수 있는 '동쪽으로 끌어들이는 공간(드랑 나흐 오스텐)'이라는 개념을 새롭게 만들었다. 이 개념은 미국의 '프론티어 정신'이나 '명백한 운명' 정책과 비슷한 점이 없지 않아 있다.
스탈린그라드 전투 이후, 제국 친위대의 인원들이 점점 더 비게르만 출신이 되면서 '대게르만국'이라는 개념은 점차 희석되고 그 대신 '유럽 자치 국가들의 연합'이라는 새로운 개념이 등장하였다. 이들 친위대는 현재 각 주를 대표하는 유럽 국가들이 공통적으로 보유한 주방위군과 같은 개념이라고 할 수 있다. 그러나 우생학과 민족우월주의를 신봉하는 하인리히 힘러와 같은 인물들은 이러한 개념에 불만을 표하면서, 1943년 4월 제1SS기갑사단 경호친위대 아돌프 히틀러와 제2SS기갑사단 다스 라이히, 제3SS기갑사단 토텐코프 장교들에게 다음과 같이 말했다.
우리는 당신들이 국가를 포기할 것이라고 생각하지 않는다...(중략) 우리는 당신이 독일인에서 기회주의자가 될 것이라고 기대하지 않는다. 우리는 당신의 국가적 이상을 대게르만제국의 더 큰 인종적, 역사적 이상에 같이 놔두기를 기대한다.

## 1945년 이후의 역사
제2차 세계대전에서의 독일의 패망은 이전의 제1차 세계대전 때와 마찬가지로 범독일주의의 쇠퇴를 불러왔고, 그와 동시에 범슬라브주의 역시 막을 내렸다. 이후 나치의 잔재를 청산하는 과정에서 범독일주의는 나치의 사상과 깊게 관련되어 있는 개념이라 하여 사실상 금지되었다. 전쟁 직후 독일은 소련, 프랑스, 미국, 영국에게 각각 점령되었으며 1949년에는 서독과 동독으로 나뉘어졌다. 1938년 이전의 나치 독일이 합병한 영토는 다시 그 국가들에게로 반환되었으며, 오스트리아 역시 독일과 재차 분리되었다.
제2차 세계대전 이후의 독일은 제1차 세계대전때보다 훨씬 더 큰 영토적 손실을 입었으며, 동프로이센을 포함하여 많은 동방 영토가 소련과 폴란드에게로 넘어갔다. 동유럽의 독일인들은 오스트리아나 서독으로 도망치거나 때로는 추방되었다. 독일와 독일인들의 명성은 심각하게 훼손되었다. 1990년 독일이 재통일되자 오래된 논쟁이 다시금 고개를 들었다.

## 같이 보기
| 18세기 이전 - 게르마니아 - 게르만족 - 독일 국가의 신성 로마 제국 - 베스트팔렌 조약 | 19세기 - 독일 제국 - 독일 민족주의 - 독일 문제 (대독일주의로서의 시작) - 민족통일주의 - 범독일연맹 - 범국민주의 - 국민낭만주의 - 범스칸디나비아주의 - 민족운동 (독일) | 20세기 - 안슐루스 - 민족주의 - 팽창주의 - 오스트리아의 독일 민족주의 - 대게르만국 - 미르텔레유로파 - 나치 독일 - 민족공동사회 |

### 설명주
1. ↑  하지만 애초 범독일주의자들은 원래 독일어권 국가들 외에도 '대독일국(독일어: Großdeutsches Reich)'의 영역에 저지대 국가들과 스칸디나비아 지역을 포함시킬 생각이었다.
2. ↑  오스트리아 제국과 독일계 오스트리아인들이 독일 제국의 설립 과정에서 배제되었다.
3. ↑  예를 들자면 상술한 독일인의 조국은 무엇인가와, 독일의 노래 중 1절은 독일의 팽창주의 및 범독일주의를 나타내는 것이라 하여 현대 독일에서는 암묵적으로 사용이 금지되어 있다.
4. ↑  영문 위키피디아에서는 나치 정권의 '지배자 민족(독일어: Herrenrasse 헤렌라서[*])' 사상과 북유럽의 민족주의 이데올로기인 노르드주의에 대한 인종차별적인 개념과 연계되어 있어 범독일주의가 금기시되었다고 서술한다.

### 인용주
1. 1 2  〈Pan-Germanism (German political movement) – Britannica Online Encyclopedia〉. 《Britannica.com》. 2012년 1월 24일에 확인함.
2. ↑  Origins and Political Character of Nazi Ideology
Hajo Holborn Political Science Quarterly Vol. 79, No. 4 (Dec. 1964), p.550
3. 1 2 3 4  “Slik ble vi germanersvermere – magasinet”. Dagbladet.no. 2009년 5월 7일. 2012년 1월 24일에 확인함.
4. 1 2  Mees, Bernard (2008). 《The Science of the Swastika》. Central European University Press. ISBN 978-963-9776-18-0.
5. ↑  Kruse, Wolfgang (2012년 9월 27일). “Nation und Nationalismus”. 《Bundeszentrale für politische Bildung》. 2023년 4월 21일에 확인함.
6. ↑  Toni Cetta; Georg Kreis: "Pangermanismus", in: Historisches Lexikon der Schweiz (HLS), Version of 23.09.2010. Online: https://hls-dhs-dss.ch/de/articles/017464/2010-09-23/, last seen 21.04.2023.
7. ↑  Marx, Karl (1994). 《The Eastern Question》. Taylor & Francis Group. 90쪽. ISBN 0-7146-1500-5.
8. ↑  "The Situation of Germany". (PDF) The New York Times, July 1, 1866.
9. ↑  “Das politische System in Österreich (The Political System in Austria)” (PDF) (독일어). Vienna: Austrian Federal Press Service. 2000. 24쪽. 2014년 4월 23일에 원본 문서 (PDF)에서 보존된 문서. 2014년 7월 9일에 확인함.
10. ↑  Eric J. Hobsbawm (1987). 《The age of empire, 1875–1914》. Pantheon Books. 152쪽. ISBN 978-0-394-56319-0. 2011년 3월 22일에 확인함.
11. ↑  
Drummond, Elizabeth A. (2005). 〈Pan-German League〉.   Levy, Richard S. 《Antisemitism: A Historical Encyclopedia of Prejudice and Persecution》. Contemporary world issues 1. ABC-CLIO. 528–529쪽. ISBN 9781851094394. 2016년 7월 15일에 확인함.
12. ↑  Epkenhans, Michael (2016년 3월 15일).  Daniel, Ute; Gatrell, Peter; Janz, Oliver; Jones, Heather; Keene, Jennifer; Kramer, Alan; Nasson, Bill, 편집. “Tirpitz, Alfred von”. 《1914-1918-Online International Encyclopedia of the First World War》 (Berlin: Freie Universität Berlin). doi:10.15463/ie1418.10860. 2023년 1월 20일에 확인함.
13. ↑  Robson, Stuart (2007). 《The First World War》 (영어). Internet Archive 1판. Harrow, England: Pearson Longman. 28–69쪽. ISBN 978-1-4058-2471-2.
14. ↑  Bauer, Kurt (2008), 《Nationalsozialismus: Ursprünge, Anfänge, Aufstieg und Fall》 (독일어), Böhlau Verlag, 41쪽, ISBN 9783825230760
15. ↑  Wladika, Michael (2005), 《Hitlers Vätergeneration: Die Ursprünge des Nationalsozialismus in der k.u.k. Monarchie》 (독일어), Böhlau Verlag, 157쪽, ISBN 9783205773375
16. ↑  Morgan, Philip (2003). 《Fascism in Europe, 1919–1945》. Routledge. 72쪽. ISBN 0-415-16942-9.
17. ↑  Bideleux, Robert; Jeffries, Ian (1998), 《A history of eastern Europe: Crisis and Change》, Routledge, 355쪽, ISBN 9780415161121
18. ↑  Pelinka, Anton (2000), “Jörg Haiders "Freiheitliche" – ein nicht nur österreichisches Problem”, 《Liberalismus in Geschichte und Gegenwart》 (독일어) (Königshausen & Neumann), 233쪽, ISBN 9783826015540
19. ↑  Thomas Pedersen. Germany, France, and the integration of Europe: a realist interpretation. Pinter, 1998. P. 74
20. ↑  Ian Adams. Political Ideology Today. Manchester, England, UK: Manchester University Press, 1993. P. 95.
21. ↑  Rowly-Conwy, Peter (2013). “The concept of prehistory and the invention of the terms 'prehistoric' and 'prehistorian': The Scandinavian origin, 1833–1850” (PDF). 《European Journal of Archaeology》 9 (1): 103–130. doi:10.1177/1461957107077709. S2CID 163132775.
22. ↑  NRK (2005년 1월 20일). “Drømmen om Norge”. NRK.no. 2012년 1월 24일에 확인함.
23. ↑  Larson, Philip E. (1999). 《Ibsen in Skien and Grimstad: His education, reading, and early works》 (PDF). Skien: The Ibsen House and Grimstad Town Museum. 143쪽.
24. ↑  Germany: The Long Road West: Volume 2: 1933–1990. Digital version. Oxford, England, UK: Oxford University Press, 2007.
25. ↑  Stephen Barbour, Cathie Carmichael. Language and Nationalism in Europe. Oxford, England, UK: Oxford University Press, 2000. P. 111.
26. ↑  “Utopia: The 'Greater Germanic Reich of the German Nation'”. München – Berlin: Institut für Zeitgeschichte. 1999. 2013년 12월 14일에 원본 문서에서 보존된 문서. 2012년 1월 24일에 확인함.
27. 1 2  World fascism: a historical encyclopedia, Volume 1 Cyprian Blamires ABC-CLIO, 2006. pp. 499–501
28. ↑  Antisemitism: A Historical Encyclopedia of Prejudice and Persecution, Volume 1, Richard S. Levy, 529–530, ABC-CLIO 2005
29. 1 2 3  Hattstein 2006, p. 321.
30. ↑  Hamann, Brigitte (1999). 《Hitler's Vienna: A Dictator's Apprenticeship》. Trans. Thomas Thornton. New York: Oxford University Press. ISBN 978-0-19-512537-5.
31. ↑  Haman 1999, p. 110
32. 1 2 3  Brockmann 2006, p. 179.
33. 1 2  Sager & Winkler 2007, p. 74.
34. ↑  Goebbels, p. 51.
35. ↑  Elvert 1999, p. 325.
36. ↑  Rich 1974, pp. 401–402.
37. ↑  Strobl 2000, pp. 202–208.
38. ↑  Stein 1984, p. 148.
39. ↑  Zeilinger, Gerhard (2011년 6월 16일). “Straches "neue" Heimat und der Boulevardsozialismus”. 《Der Standard》 (독일어). 2011년 6월 28일에 확인함.